# Fontaine-la-Gaillarde
Fontaine-la-Gaillarde è un comune francese di 529 abitanti situato nel dipartimento della Yonne nella regione della Borgogna-Franca Contea.

## Società

### Evoluzione demografica
Abitanti censiti